# Lord-lieutenant du Tyne and Wear
Ceci est une liste de personnes qui ont servi comme Lord Lieutenant du Tyne and Wear, depuis la création du comté le 1er avril 1974 :
- James Steel (1er avril 1974 à 1984)
- Sir Ralph Carr-Ellison (1984 à 2000)
- Sir Nigel Sherlock (2000 à 2015)
- Susan Margaret Winfield (2015 à aujourd'hui)[1]